# Lareiga clotho
Lareiga clotho là một loài tò vò trong họ Ichneumonidae.